# Charles Tascher de La Pagerie
Pour les autres membres de la famille, voir Famille Tascher de La Pagerie.
Charles Joseph Louis Robert Philippe, duc de Tascher de la Pagerie (13 août 1811 - Francfort-sur-le-Main, Grand-duché de Francfort † 3 février 1869 - Palais des Tuileries, Paris) est un homme politique français du XIXe siècle.

## Biographie
Charles Joseph Louis Robert Philippe est le fils de Louis Tascher de La Pagerie (1787 † 1861), militaire français pendant le Premier Empire et homme politique sous le Second Empire, et de la princesse Amélie-Marianne-Théodora-Caroline-Sophie Walburge von der Leyen und zu Hohengeroldseck (de) (1789 † 1870), fille de François-Philippe, prince de la Leyen, et de la comtesse Sophie de Schönborn. Il avait reçu pour parrain et marraine le prince primat de Dalberg et l'Impératrice Joséphine, cousine de son père.
Il épousa le 17 décembre 1838 la fille du baron Charles-Auguste Pergler de Perglas, chambellan du roi de Bavière.
Resté en Bavière où son père exerçait les fonctions de chambellan du roi, il fut rappelé en France à l'avènement du Second Empire. Lors de l'organisation des Maisons de Leurs Majestées Impériales, il devint premier chambellan de l'Impératrice Eugénie en janvier 1853 : il suppléait le grand- maître, son père, en cas d'absence ; il en remplit les fonctions à la mort du comte de Tascher, mais il n'eut jamais le titre de grand maître, ni les honneurs et prérogatives attachés à cette haute charge de la cour.
Sa maison, où l'on recevait beaucoup, et, il faut le reconnaître, avec une large hospitalité, et en même temps avec bonhomie et simplicité était un lieu de réunion que fréquentaient beaucoup les Secrétaires et Attachés de toutes les Cours allemandes, ainsi que tous les Allemands de distinctions faisant séjour à Paris.
Élu, le 22 juin 1857, député de la 1re circonscription du Gard au Corps législatif, par 33 573 voix (33 646 votants, 40 704 inscrits), il siégea dans la majorité impériale.
Le comte Louis Tascher de La Pagerie, était revenu en France en 1835, pour y suivre, contre la famille de Dalberg, un procès en restitution de titre de duc par dévolution de son cousin maternel, Emmerich-Josef, duc de Dalberg et de l'Empire, valable en vertu d'un décret impérial en date du 8 juillet 1810. Charles sera le premier à porter, par décret impérial du 2 mars 1859, le titre de duc héréditaire, sous la dénomination de duc de Tascher de La Pagerie.
À la mort de son père, il fut nommé sénateur le 4 mars 1861, et remplacé à la Chambre des députés par M. Chabanon.
Il mourut, au Palais des Tuileries, le 3 février 1869 d'une attaque d'apoplexie.

### Vie familiale
Charles épousa le 27 décembre 1838 Caroline-Wilhelmine-Éléonore-Euphrosine, Freiin Pergler von Perglas (1816 † 1888), dont il eut :
Eugénie Caroline Amélie (23 novembre 1839 - Munich † 28 mars 1905 - Neuburg an der Donau), mariée le 13 octobre 1860 (Munich) avec Maximilian, Prinz von Thurn und Taxis (1831 † 1890), dont postérité,
Robert de Tascher de La Pagerie (10 novembre 1840 † 1901), 2e duc de Tascher de La Pagerie, marié en juillet 1872 avec Angélique Panos (1845 † 1920), sans postérité,
Hortense Stéphanie Anna Sophie Frédérique (9 novembre 1844 - Munich † 12 mars 1867 - Paris), mariée le 4 novembre 1865 (Paris) avec Émile, comte de l'Espine (1827 † 1892), dont postérité.
- Lien de parenté entre les familles Dalberg, von der Leyen, de Tascher de La Pagerie, et d'Acton :

|                                                                     |                                                                     |                                                                     |                                                                     |                                                                     |                                                                     |                                     |                                     |                                                 |                                                 |                                                 |                                                 | Franz Heinrich (1716 † 1776) Freiherr von Dalberg |                                                 |                            |                            |                            |                            |  |  |                                                                 |                                                                 |                                                                 |                                                                 |                                                                 |                                                                 |  |  |                                            |                                            |                                            |                                            |                                            |                                            |  |  |  |  |  |  |  |  |  |  |  |  |  |  |  |  |  |  |  |  |  |  |  |  |  |  |
|                                                                     |                                                                     |                                                                     |                                                                     |                                                                     |                                                                     |                                     |                                     |                                                 |                                                 |                                                 |                                                 |                                                   |                                                 |                            |                            |                            |                            |  |  |                                                                 |                                                                 |                                                                 |                                                                 |                                                                 |                                                                 |  |  |                                            |                                            |                                            |                                            |                                            |                                            |  |  |  |  |  |  |  |  |  |  |  |  |  |  |  |  |  |  |  |  |  |  |  |  |  |  |
|                                                                     |                                                                     |                                                                     |                                                                     |                                                                     |                                                                     |                                     |                                     |                                                 |                                                 |                                                 |                                                 |                                                   |                                                 |                            |                            |                            |                            |  |  |                                                                 |                                                                 |                                                                 |                                                                 |                                                                 |                                                                 |  |  |                                            |                                            |                                            |                                            |                                            |                                            |  |  |  |  |  |  |  |  |  |  |  |  |  |  |  |  |  |  |  |  |  |  |  |  |  |  |
| Charles-Théodore de Dalberg (1744 † 1817)                           | Charles-Théodore de Dalberg (1744 † 1817)                           | Charles-Théodore de Dalberg (1744 † 1817)                           | Charles-Théodore de Dalberg (1744 † 1817)                           | Charles-Théodore de Dalberg (1744 † 1817)                           | Charles-Théodore de Dalberg (1744 † 1817)                           |                                     |                                     | Marie-Anne-Sophie de Dalberg (1745 † 1804)      | Marie-Anne-Sophie de Dalberg (1745 † 1804)      | Marie-Anne-Sophie de Dalberg (1745 † 1804)      | Marie-Anne-Sophie de Dalberg (1745 † 1804)      | Marie-Anne-Sophie de Dalberg (1745 † 1804)        | Marie-Anne-Sophie de Dalberg (1745 † 1804)      |                            |                            |                            |                            |  |  | Wolfgang Heribert von Dalberg (1750 † 1806)                     | Wolfgang Heribert von Dalberg (1750 † 1806)                     | Wolfgang Heribert von Dalberg (1750 † 1806)                     | Wolfgang Heribert von Dalberg (1750 † 1806)                     | Wolfgang Heribert von Dalberg (1750 † 1806)                     | Wolfgang Heribert von Dalberg (1750 † 1806)                     |  |  | Johann Friedrich von Dalberg (1760 † 1812) | Johann Friedrich von Dalberg (1760 † 1812) | Johann Friedrich von Dalberg (1760 † 1812) | Johann Friedrich von Dalberg (1760 † 1812) | Johann Friedrich von Dalberg (1760 † 1812) | Johann Friedrich von Dalberg (1760 † 1812) |  |  |  |  |  |  |  |  |  |  |  |  |  |  |  |  |  |  |  |  |  |  |  |  |  |  |
| Charles-Théodore de Dalberg (1744 † 1817)                           | Charles-Théodore de Dalberg (1744 † 1817)                           | Charles-Théodore de Dalberg (1744 † 1817)                           | Charles-Théodore de Dalberg (1744 † 1817)                           | Charles-Théodore de Dalberg (1744 † 1817)                           | Charles-Théodore de Dalberg (1744 † 1817)                           |                                     |                                     | Marie-Anne-Sophie de Dalberg (1745 † 1804)      | Marie-Anne-Sophie de Dalberg (1745 † 1804)      | Marie-Anne-Sophie de Dalberg (1745 † 1804)      | Marie-Anne-Sophie de Dalberg (1745 † 1804)      | Marie-Anne-Sophie de Dalberg (1745 † 1804)        | Marie-Anne-Sophie de Dalberg (1745 † 1804)      |                            |                            |                            |                            |  |  | Wolfgang Heribert von Dalberg (1750 † 1806)                     | Wolfgang Heribert von Dalberg (1750 † 1806)                     | Wolfgang Heribert von Dalberg (1750 † 1806)                     | Wolfgang Heribert von Dalberg (1750 † 1806)                     | Wolfgang Heribert von Dalberg (1750 † 1806)                     | Wolfgang Heribert von Dalberg (1750 † 1806)                     |  |  | Johann Friedrich von Dalberg (1760 † 1812) | Johann Friedrich von Dalberg (1760 † 1812) | Johann Friedrich von Dalberg (1760 † 1812) | Johann Friedrich von Dalberg (1760 † 1812) | Johann Friedrich von Dalberg (1760 † 1812) | Johann Friedrich von Dalberg (1760 † 1812) |  |  |  |  |  |  |  |  |  |  |  |  |  |  |  |  |  |  |  |  |  |  |  |  |  |  |
|                                                                     |                                                                     |                                                                     |                                                                     |                                                                     |                                                                     |                                     |                                     |                                                 |                                                 |                                                 |                                                 |                                                   |                                                 |                            |                            |                            |                            |  |  |                                                                 |                                                                 |                                                                 |                                                                 |                                                                 |                                                                 |  |  |                                            |                                            |                                            |                                            |                                            |                                            |  |  |  |  |  |  |  |  |  |  |  |  |  |  |  |  |  |  |  |  |  |  |  |  |  |  |
|                                                                     |                                                                     |                                                                     |                                                                     | Philipp von der Leyen (1766 † 1829)                                 | Philipp von der Leyen (1766 † 1829)                                 | Philipp von der Leyen (1766 † 1829) | Philipp von der Leyen (1766 † 1829) | Philipp von der Leyen (1766 † 1829)             | Philipp von der Leyen (1766 † 1829)             |                                                 |                                                 | Maria Sophie (1769 † 1834)                        | Maria Sophie (1769 † 1834)                      | Maria Sophie (1769 † 1834) | Maria Sophie (1769 † 1834) | Maria Sophie (1769 † 1834) | Maria Sophie (1769 † 1834) |  |  | Emmerich Joseph von Dalberg                                     | Emmerich Joseph von Dalberg                                     | Emmerich Joseph von Dalberg                                     | Emmerich Joseph von Dalberg                                     | Emmerich Joseph von Dalberg                                     | Emmerich Joseph von Dalberg                                     |  |  |                                            |                                            |                                            |                                            |                                            |                                            |  |  |  |  |  |  |  |  |  |  |  |  |  |  |  |  |  |  |  |  |  |  |  |  |  |  |
|                                                                     |                                                                     |                                                                     |                                                                     | Philipp von der Leyen (1766 † 1829)                                 | Philipp von der Leyen (1766 † 1829)                                 | Philipp von der Leyen (1766 † 1829) | Philipp von der Leyen (1766 † 1829) | Philipp von der Leyen (1766 † 1829)             | Philipp von der Leyen (1766 † 1829)             |                                                 |                                                 | Maria Sophie (1769 † 1834)                        | Maria Sophie (1769 † 1834)                      | Maria Sophie (1769 † 1834) | Maria Sophie (1769 † 1834) | Maria Sophie (1769 † 1834) | Maria Sophie (1769 † 1834) |  |  | Emmerich Joseph von Dalberg                                     | Emmerich Joseph von Dalberg                                     | Emmerich Joseph von Dalberg                                     | Emmerich Joseph von Dalberg                                     | Emmerich Joseph von Dalberg                                     | Emmerich Joseph von Dalberg                                     |  |  |                                            |                                            |                                            |                                            |                                            |                                            |  |  |  |  |  |  |  |  |  |  |  |  |  |  |  |  |  |  |  |  |  |  |  |  |  |  |
|                                                                     |                                                                     |                                                                     |                                                                     |                                                                     |                                                                     |                                     |                                     |                                                 |                                                 |                                                 |                                                 |                                                   |                                                 |                            |                            |                            |                            |  |  |                                                                 |                                                                 |                                                                 |                                                                 |                                                                 |                                                                 |  |  |                                            |                                            |                                            |                                            |                                            |                                            |  |  |  |  |  |  |  |  |  |  |  |  |  |  |  |  |  |  |  |  |  |  |  |  |  |  |
| Amalie Theodora (1789 † 1870)                                       | Amalie Theodora (1789 † 1870)                                       | Amalie Theodora (1789 † 1870)                                       | Amalie Theodora (1789 † 1870)                                       | Amalie Theodora (1789 † 1870)                                       | Amalie Theodora (1789 † 1870)                                       |                                     |                                     | Erwein Ier (1798 † 1879) 2e Fürst von der Leyen | Erwein Ier (1798 † 1879) 2e Fürst von der Leyen | Erwein Ier (1798 † 1879) 2e Fürst von der Leyen | Erwein Ier (1798 † 1879) 2e Fürst von der Leyen | Erwein Ier (1798 † 1879) 2e Fürst von der Leyen   | Erwein Ier (1798 † 1879) 2e Fürst von der Leyen |                            |                            |                            |                            |  |  | Marie Louise Pelline (1813 † 1860)                              | Marie Louise Pelline (1813 † 1860)                              | Marie Louise Pelline (1813 † 1860)                              | Marie Louise Pelline (1813 † 1860)                              | Marie Louise Pelline (1813 † 1860)                              | Marie Louise Pelline (1813 † 1860)                              |  |  |                                            |                                            |                                            |                                            |                                            |                                            |  |  |  |  |  |  |  |  |  |  |  |  |  |  |  |  |  |  |  |  |  |  |  |  |  |  |
| Amalie Theodora (1789 † 1870)                                       | Amalie Theodora (1789 † 1870)                                       | Amalie Theodora (1789 † 1870)                                       | Amalie Theodora (1789 † 1870)                                       | Amalie Theodora (1789 † 1870)                                       | Amalie Theodora (1789 † 1870)                                       |                                     |                                     | Erwein Ier (1798 † 1879) 2e Fürst von der Leyen | Erwein Ier (1798 † 1879) 2e Fürst von der Leyen | Erwein Ier (1798 † 1879) 2e Fürst von der Leyen | Erwein Ier (1798 † 1879) 2e Fürst von der Leyen | Erwein Ier (1798 † 1879) 2e Fürst von der Leyen   | Erwein Ier (1798 † 1879) 2e Fürst von der Leyen |                            |                            |                            |                            |  |  | Marie Louise Pelline (1813 † 1860)                              | Marie Louise Pelline (1813 † 1860)                              | Marie Louise Pelline (1813 † 1860)                              | Marie Louise Pelline (1813 † 1860)                              | Marie Louise Pelline (1813 † 1860)                              | Marie Louise Pelline (1813 † 1860)                              |  |  |                                            |                                            |                                            |                                            |                                            |                                            |  |  |  |  |  |  |  |  |  |  |  |  |  |  |  |  |  |  |  |  |  |  |  |  |  |  |
| Charles Joseph Louis (1811 † 1869) 1er duc de Tascher de La Pagerie | Charles Joseph Louis (1811 † 1869) 1er duc de Tascher de La Pagerie | Charles Joseph Louis (1811 † 1869) 1er duc de Tascher de La Pagerie | Charles Joseph Louis (1811 † 1869) 1er duc de Tascher de La Pagerie | Charles Joseph Louis (1811 † 1869) 1er duc de Tascher de La Pagerie | Charles Joseph Louis (1811 † 1869) 1er duc de Tascher de La Pagerie |                                     |                                     | Princes de la Leyen                             | Princes de la Leyen                             | Princes de la Leyen                             | Princes de la Leyen                             | Princes de la Leyen                               | Princes de la Leyen                             |                            |                            |                            |                            |  |  | John Emerich Edward Dalberg-Acton (1834 † 1902) 1er Baron Acton | John Emerich Edward Dalberg-Acton (1834 † 1902) 1er Baron Acton | John Emerich Edward Dalberg-Acton (1834 † 1902) 1er Baron Acton | John Emerich Edward Dalberg-Acton (1834 † 1902) 1er Baron Acton | John Emerich Edward Dalberg-Acton (1834 † 1902) 1er Baron Acton | John Emerich Edward Dalberg-Acton (1834 † 1902) 1er Baron Acton |  |  |                                            |                                            |                                            |                                            |                                            |                                            |  |  |  |  |  |  |  |  |  |  |  |  |  |  |  |  |  |  |  |  |  |  |  |  |  |  |
| Charles Joseph Louis (1811 † 1869) 1er duc de Tascher de La Pagerie | Charles Joseph Louis (1811 † 1869) 1er duc de Tascher de La Pagerie | Charles Joseph Louis (1811 † 1869) 1er duc de Tascher de La Pagerie | Charles Joseph Louis (1811 † 1869) 1er duc de Tascher de La Pagerie | Charles Joseph Louis (1811 † 1869) 1er duc de Tascher de La Pagerie | Charles Joseph Louis (1811 † 1869) 1er duc de Tascher de La Pagerie |                                     |                                     | Princes de la Leyen                             | Princes de la Leyen                             | Princes de la Leyen                             | Princes de la Leyen                             | Princes de la Leyen                               | Princes de la Leyen                             |                            |                            |                            |                            |  |  | John Emerich Edward Dalberg-Acton (1834 † 1902) 1er Baron Acton | John Emerich Edward Dalberg-Acton (1834 † 1902) 1er Baron Acton | John Emerich Edward Dalberg-Acton (1834 † 1902) 1er Baron Acton | John Emerich Edward Dalberg-Acton (1834 † 1902) 1er Baron Acton | John Emerich Edward Dalberg-Acton (1834 † 1902) 1er Baron Acton | John Emerich Edward Dalberg-Acton (1834 † 1902) 1er Baron Acton |  |  |                                            |                                            |                                            |                                            |                                            |                                            |  |  |  |  |  |  |  |  |  |  |  |  |  |  |  |  |  |  |  |  |  |  |  |  |  |  |
| Ducs de Tascher de La Pagerie                                       | Ducs de Tascher de La Pagerie                                       | Ducs de Tascher de La Pagerie                                       | Ducs de Tascher de La Pagerie                                       | Ducs de Tascher de La Pagerie                                       | Ducs de Tascher de La Pagerie                                       |                                     |                                     |                                                 |                                                 |                                                 |                                                 |                                                   |                                                 |                            |                            |                            |                            |  |  | Barons Acton                                                    | Barons Acton                                                    | Barons Acton                                                    | Barons Acton                                                    | Barons Acton                                                    | Barons Acton                                                    |  |  |                                            |                                            |                                            |                                            |                                            |                                            |  |  |  |  |  |  |  |  |  |  |  |  |  |  |  |  |  |  |  |  |  |  |  |  |  |  |

## Titres
- 1er duc de Tascher de La Pagerie et de l'Empire (2 mars 1859)

## Fonctions
- Député du Gard au Corps législatif (1857-1861) ;
- Sénateur du Second Empire le 4 mars 1861.

## Distinctions
- Premier chambellan de l'Impératrice Eugénie en janvier 1853.

## Armoiries
| Image | Armoiries du rameau ducal des Tascher de la Pagerie |
| ----- | --- |
|       | Armes depuis le Premier Empire selon Rietstap : Parti: au 1, d'azur, à trois bandes d'or chargées chacune de trois (ou quatre) tourteaux de gueules (branche aînée) ; au 2, d'argent, à trois fasces abaissées d'azur chargées chacune de trois flanchis du champ, et accompagné en chef de deux soleils de gueules (branche cadette), au chef de l'écu semé d'étoiles d'argent (ducs de l'Empire). Timbre: couronne de duc. Supports: deux lions. Devise: HONORI FIDELIS. |
|       | En 1860 : Coupé : au I, d'azur, à trois bandes d'or, chargées chacune de trois besants de gueules, qui est de Tascher (branche aînée) ; au II, d'argent, à deux fasces abaissées d'azur, chargées chacune de trois flanchis d'argent et surmontées de deux soleils de gueules rangées en chef, qui est de Tascher (branche cadette) ; au chef ducal : de gueules, semé d'étoiles d'argent. |
|       | Actuelle famille Tascher de La Pagerie : Sous le chef des Ducs de l'Empire (de gueules, semé d'étoiles d'argent), parti : au I, d'argent à trois fasces abaissées d'azur, chargées chacune de trois flanchis du champ, accompagnées en chef de deux soleils de gueules rangés en fasce, au canton des Comtes militaires de l'Empire brochant (d'azur à l'épée haute d'argent, garnie d'or) ; au II, d'azur, à trois bandes d'or, chargées chacune de quatre besants de gueules (qui est de Tascher (branche aînée) ou Le Roux de la Chapelle selon l'actuelle famille Tascher de La Pagerie). L'écu sous une couronne comtale, soutenu par deux lions à la tête contournée, le tout dans un manteau de gueules doublé d'hermine et frangé d'or et surmonté d'une couronne ducale. Devise: HONORI FIDELIS. |